# Acaciella holwayi
Acaciella holwayi är en ärtväxtart som beskrevs av Nathaniel Lord Britton och Joseph Nelson Rose. Acaciella holwayi ingår i släktet Acaciella och familjen ärtväxter. Inga underarter finns listade i Catalogue of Life.